# Сава Петровић Његош
Сава Ивановић Петровић Његош (Његуши, 18. јануар 1702 — Цетиње, 9. март 1781) био је владика и митрополит скендеријско-приморски (касније титули додаје и црногорско име) од 1735. до 1781. године. Био је други владар лозе Петровић Његош. Наследио је владику Данила I који је умро 11. јануара 1735. године.
На предлог митрополита Данила, завладичио га је српски патријарх Мојсије Рајовић из Пећи приликом своје посете Црној Гори током 1719. године. За живота митрополита Данила, млади владика Сава био је његов главни помагач у црквеним и народним пословима. Након Данилове смрти (1735) постао је нови митрополит. Године 1736, помагао је Русију и Аустрију у њиховом рату са Турском. Путовао је у Русију. Царица Јелисавета издала му је грамату, којом хвали Црногорце и признаје њихово јунаштво и заслуге за Русију у њеној борби за ослобођење хришћана на истоку.
По повратку из Русије послао је у Пећ свога синовца Василија, којега је 1750. године завладичио српски патријарх Атанасије II Гавриловић и дао му назив: „Митрополит скендеријски и приморски и егзарх св. пријестола словеносрпске патријаршије у Пећи”.
Од 1750. до 1766. године владика Сава и владика Василије заједнички су управљали црквеним и народним пословима у Црној Гори. 1756. године, Сава је молио Русе да заштите Хиландар од покушаја Грка да га преотму од Срба. Након Василијеве смрти, Сава је поново преузео самосталну управу, али због високих година и све лошијег здравља постепено се повлачио, препуштајући послове своме сестрићу Арсенију Пламенцу. Умро је 26. фебруара (по старом), односно 9. марта (по новом) 1781. године.

## Владика Сава Петровић о Дубровачкој републици
Сава Петровић Његош се Приморцима Дубровчанима у три своја писма, обраћао као Србима: „…да учините нашој церкви и народу черногорскому једном сумом од асприх како Сербли Сербима и својима сусједима…” (1763), „…који се ви још од нашега србскога језика находите…” (1767), „Ваша славна република зна, да је све господство и слава сербска пала и ништа није остало до вас… може се сербска земља с вама похвалити.” (1775).
И сами Дубровчани признавали су свом граду и својој области српски карактер. То нам сведочи догађај из 1638. године када су они истакли један оглас на лађи у свом пристаништу, нарочито нагласивши да га дају „на српском језику да га свако може боље разумети”.

## Сава Петровић у писмима Русима Црногорце сматрао Србима
"Заступи нас при Портје, что Греки не би мјешалис у сербски национ, тим нас вјечно одолжиш", наглашавало се у писму. Обраћајући се митрополиту Платону писао је: "Јеже ли Б(о)г возгл(а)гољет во сердци јеја величанств освободит од Греков престол Сербској архиеп(с)копијпећкој, тој имјејет у вашој империји архимандритс(вјата)го патријарха Василија Беркића... сербских бит архиеп(иск)оп, вси сербскиј архијереји јего примут с радостију, да знајет турецки јазик и греческиј он, природниј Сербин да знајет" да под Руски синод буде Српска црква и да се српски архиепископ поставља по његовој сагласности, или ако буде потребно да буде руски архијереј архијепископ пећки, "по једнокровију и једнојазичију",-и на то се пристајало. Тамо се наглашавало да би Русија у време ратова имала корист од српског народа. Писмо је писао митрополит Сава, како сам каже, у име свих епископа. Он каже: "Мње в руцје предато от всјех архиереов славено-сербских, как најстаршему и никаквој влалсти наподлежашчему својими черногорскими народи". На крају, митрополит је обећао, ако Руси ослободе Србе од Грка, да ће за све то платити Русији српски народ својом крвљу, "што јест најдражајше". И у обраћању Бечу је бранио интересе српске цркве: "Желимо да митрополит црногорски зависи од пећког патријарха у Србији. Кад садашњи митрополит умре, пристајемо засада да његов наследник буде рукоположен у Карловцима, али да увјек буде изабран по старом обичају... али само дотле докле Турци владају Србијом, те не можемо да га слободно пошаљемо у Пећ."

## Титула
У титули митрополита Саве, раније се не спомиње црногорско име, само скендеријско-приморско. Тек од друге половине 1777. године се скендеријско-приморском додаје и црногорско име.  У једном писму млетачком провидуру, након повратка из Москве, 15.9.1744. спомиње и Црну Гору у титули: ...скандаријски, и приморски, и Чрније Гори на службу.

## Писма Саве Петровића
Из 154 писма (књига) Саве Петровића од 30.11.1736. - 20.7.1775. сазнајемо многе детаље из његовог живота. Већином су то писма млетачким ванредним провидурима у Боки (Маркантонију Тревизану, Марку Кверинију, Ђованију Батисти Албрицију, Марину Донау, Винченцу Гритију, Валерију Антелмију, Цанантонију Мору, Ђустину Болдуу, Данијелу Ренијеру, Пјетру Мању, Пјетру Ему, Лоренцу Парути, Антонију Ренијеру и Гаетану Молину), а понекад и капетанма, мајорима и свештеницима. У ранијим писмима провидурима користи католичку терминологију као бискуп Сава скандаријски и приморски, а када пише православцима као братству манастира Савине, као архијереј Сава (1746. pp. 244., 1749. pp. 269., 1751.). Касније се и провидуру повремено обраћа као архијереј (писма 172., 175., 176., 182.), митрополит (писмо 178.) и владика Сава (писмо 183.), а у посљедњим писмима само као владика, митрополит и сл. Умјесто Господ Бог пише Господин Бог, блажена Госпа, кршћани... (1737., pp. 200., 205., 206...), али када наводи православце и католике зајдно, онда пише христијане и кршћане (pp. 210.). Године датира од Христовог рођења, а не "од стварања свијета", као владика Данило православцима. Када напише датум по јулијанском календару, напише, по нашему. Паштровићи нападају племе Маине, а једни и други су непослушни.  Махине се нису здружили у злу с Црногорцима. Паштровићи не слушају ни принципа, а још мање њега (pp. 202.). По принциповој заповиједи црногорски кнезови у крајини дају вјеру (примирје) до Митровдана (pp. 203.). Црногорци су дали вјеру Паштровићима и сваком принциповом чојку, из чега се види да тада Паштровићи нису Црногорци. Када неко има високу температуру тада се говорило уфатио га огањ (pp. 204., 220.) 31.12.1738. Сава се провидуру жали на фратре са отока под Кртоле јер православну вљеру псују, муче христијане и кршћане, пук муте. Објашњава му да ту од старине није било ни једног католика, а сада има и латина. Правда се да нијесмо ни ми погани, нијесмо Турци (pp. 210.). Племе Побори су љути сиромаси, а моли провидура да се његовом калуђеру не забрањује улаз у град (Котор), јер се то није ни раније чинило (pp. 210.). Сигурност налази у 12 хиљада Црногораца које има у својој држави, заузима се код принципа за сиромашне Махине који страдају ни криви ни дужни, а криви су Брајићи. Снаха кнеза Пера се жалила на њега и кнеза Станишу и Сава се правда да он удовице не дира, но да је она мало добра жена (pp. 213. - 217.). 1741. г. моли принципа да учини правду између игумана од Грбља и Прибиловића од Побора (pp. 220.). Сава је био власник једног брода (коштао је 300 цекина у злату) којим је управљао Крстић Перезић. Када је овај упао у дуогове, Сава је молио провидура да се овај брод прода, да му новац не пропадне. (pp. 225.). 1742. Сава је ишао у Москву и након 2 године паузе, опет пише провидуру и у титули први пут помиње и црногорско име (pp. 226.). Опомиње провидуру да су Грбљани незадовољни и да се двоуме да ли да бјеже у Турке. Наводи да је провидур њихов принцип и господар њихових тијела, а он от душе, алудирајући на свјетовну и црквену власт (pp. 226.). 20.11.1744. Сава пише млеталком дужду Петру Гриманију о монаху Василију, који је самовољно отишао у Млетке, без знања Црне Горе (pp. 229.). Спомиње попа Костића из Кртола који је предак Лазе М. Костића. Грбљани Шишићи су зло нанијели Мирчанима (pp. 232.).
1745. се провидуру жали на Василија Петровића: писа у преведри сенат лаживе књиге... да превари принципа и да му благо измами. (pp. 237.).  У писму под бр. 119. пише: међу овом дивљом крајином...дошли из нахије Црвнице..., а не пише Црмнице.  Писмо 120.: поред Котора и Новог помиње Арбанију, али је јасније не лоцира. Писмо 125.: испод манастира Подластва је Поље Мрчево. 1746. извјештава провидура да је учинио мир (вљеру- вјеру, примирје) Црне Горе и Херцеговине на три године, а покушаће и с агама подгоричким и спушким (писма 128. и 129.). У 133. писму спомиње ријеч тисућу (тисућа душах), а не хиљаду. Моли принципа да ослободи из тавнице Марка Тројановића из Луштице код којага одсједа када иде у визиту у тај крај и који је затворен због клевете својих злотвора (писмо 135.). Овај Тројановић са половине 18. вијека (1746.) је свакако рођак-предак Уроша Тројановића, који је једнако утамничен почетком 20. вијека. Спомиње Харбанасе (писма 136., 143.), али и Арбанасе (писмо 142.), Бљелице а не Бјелице (писмо 137.). Од провидура тражи да кастига (казни) Ника Паликућу јер ће у супротном бити мртвих, пошто монаси из манастира Савина имају својих људи и рода пуно који ће их од њега штитити (писмо 146.). За крвопролиће у Рисну које је у вези са поштеним капетаном Дешом Калуђеровићем, оптужује редовнике (монахе) који су чинили да буде то зло. Њих ће от цркве оћерат (писмо 147.). Цетињани су заробили дјевојку из Будве, али је враћена натраг (писмо 148.). Користи глагол информали, а не информисали. Принципа без плате служи и не иште плате (писмо 150.). Када Сава жели да се ситуације поправе од провидура тражи да да ордење неким људима. Тако за Грбљане тражи ордење за главаре, да помире завађене (писмо 151.), а за Шкаљаре исто, да би вратили коње и пшеницу (писмо 152.). Брани игумана махинског због доласка Турака у тај крај. Турци су од Махина посудили 150 цекина, а касније су то вратили. Криве су старјешине које су прихватиле Турке без заповијести принципове, а игумана нису ни питали (писмо 152.). Неки зли и непокорни Црногорци су убили једног властелина. Зато Саве шаље провидуру калуђера Стефана и с њим два ђетића, а провидур их затвора, због чега Сава негодује, уз правдање да су они људи црковни, печени и варени међу том крајином (писмо 153.).
Братству манастира Савина 1749. г. честита Ускрс, спомиње игумана Савине Арсенија, одговара на њихово писмо да се на њих није наљутио, спомиње: писмо патријарха које им посуђује, Василија и да им је дужан 12 цекина у злату, али да тада нема новца да им врати (писмо 156.). Извјештава провидура да су писали Грбљанима да не зову Пераштане у кметове јер су у крви с Паштровићима. Одговорили су да их неће звати, но траже од провидура да им допусти да зову Црногорце. Црногорци су пријатељи и Паштровићима и Грбљанима (писмо 158.). Из наведеног се види да тада ни Грбљани ни Паштовићи нису Црногорци, но су Црногорци пријатељи и једнима и другима. Писао је главарима Црне Горе да иду да се поклоне провидуру, који је дао орден Грбљанима да тјерају стоку црногорску, а Сава га моли да им да орден да их не тјерају, да се опет не покољу више него раније (писмо 160.). Грди два калуђера из Ћесаровине који су смутили сву Новску комунитад. Исти монаси пријете патријархом, а Сава хвали монахе из Савине да су слуге преведрога принципа (писмо 163.). Жали се провидуру што не допушта Црногорцима да иду у Млетке, као што другима допушта (писмо 164., 12. септембра 1750.). Сава пише провидуру (писмо 165., 9. октобра. 1750.): И молимо Вашу преведрост, и ми и сви главари, и црногорски, и приморски, за тога капетана Рада Старчевића... да га пуштате... тај капетан пуно својте има, и у Приморје и у Црну Гору.... Моли провидура за терзије (кројаче) Грдановиће из Подгорице (Ђуко, Нешко, Ђуро), да их прихвати под своје окриље, јер бјеже од силе турске (писмо 166.). Врагужели су навели Турке на Мирчане и зато су од принципа ухапшени. Сава моли да их принцип не пушта на слободу и да их присли да признају ко их је на то навео. Право би му било да сви они умру да не муте крајину (писмо 166.).
Јово Џаковић је био иницијатор тога да се један протопоп и један игуман из Котора поставе за владике за Делмацију и над Новим. Били су због тога у Савини и планирали су да их поставе босанске и херцеговачке владике из Турске, а састали би се у Требињу. Сава од провидура тражи да их он постави, уз претњу да принцип гледа да му се крајина не ребела (побуни) (писмо 127.). Жали се што му попа Стефана у Приморју не пуштају у град, а пуштају Грбљане, Махине и Поборе. Моли и за мало праха за мине (писмо 173.). Опет се жали: ...немојте нас затварат мимо остале Приморце. Ми стојимо у Приморје у земљу принципову... свакога пуштате моје људе не (писмо 174.). Проблем је избио и што је послао младог владику (Василије Петровић) да освешта цркву у Рисну (писмо 175.). Шаље и младог владику у Црну Гору да Црногорци учине вјеру са принципом до Ђурђевдана (писмо 176.). Приговара провидуру: немојте да залуд служим преведрога принципа... благо црковно дестрегах, а добра не видјех никаква, до добријех ријечих... (писмо 181.). Као ни његов претходник Данило I Петровић Његош који не зна писати латиницом, тако ни он: а ми не умијући читати латински (писмо 182.). Проклиње Паштровиће и принципа у Будви: ...крајину смутише проклети Паштровићи да је њих анатема! Они су прво Богу непокорни, а ни принципу, сем лијепијема ријечима, а ја ни њима ни Махинама не могу ништа... нека ослоне на тога принципа што је у Будву... који покла и смути сву земљу... Да Бог да и много мислостива девица Богородица да му се смути утроба. (писмо 183.). Спомиње да принципа служи 30 година и нада се да ће од њега добити коју помоћ (писмо 184.). Православац Михо Савин се оженио католикињом Маре и чин је обављен по православном обреду. Принцип је православном попу из Котора забранио да тој жени даје православне свете тајне (сакраменте) иако је она добровољно прешла у православље. Сава се због тога буни, јер се многе грчке (православне) фамилије латине. Констатује да наши попови нису учени и зато их не називају да су од закона грчког, но погрдно, закона шћавунскога чисматици. Каже: Ми,какви смо год... ни закон римски хулимо, а бољему веселимо се да ћемо бити уједно како смо и били... остави се те женске главе, немој је силом силоват, када и ја дођем доље, ако господина бискупа не буде, бићеш ти и ја... Ако велите да смо ми изгубљени и који се обраћају у закон шћавунски ми изнађимо све шћавуне који су се полатинили и шћавунке које су се обратиле у закон римски и све римске које су се за шћавунима удале и у закон шћавунски обратиле... и прије је било и бискупах и арцибискупах, ма овијех работах било није, нити је право да улази скандала у пук... и ми се бољему надамо да у пријатељству живимо ка браћа, а не црковни злотвори.... Спомиње и пук закона грчкога који се находи и у Приморје и Скандарију (писмо 185., 1754. г.).
1754. г. моли провидура да католички прелати у Котору не чине мутњу међу пуком и да не чине запреке православним поповима. Ко ће држати римски закон нека држи, тко ли ће грчаски нека држи. Сава их оба пошитује и за свете држи и онога ко их право држи, он је свет и добар. Апелује нека не срамоте вљеру свету грчаску (писмо 186.). 1755. г. послао је владику Василија у Црвницу да се не бију (писмо 187.).  Жали се провидуру на католичке бискупе и попове којима нису доста њихови храмови, него хоће и православне да узму и који су вазда били православни, а то је света Госппођа у Жањиц, која је вазда била збора михољскога а и тада је њихова. Пише да провидура наговарају да се мути крајина и пук. Моли да им заповједи да стоје с миром. Имају доста цркава. Констатује да нису ни они ђаволи, но кршћани, и да се и они Богу молиме и клањају. На крају писма понавља да је та црквица вазда нашег закона била (писмо 189.). Ухапшен је Томица Радовић из Рисна и Сава се залаже за његово ослобођрње (писмо 190.). Залаже се за Петра Морињанина који је властима пао у немилост (писмо 190.) Провидур је наредио уфатит Вукца Раданова из Будве због новца црквеног што су дали за баштину на Гору Паштровску, племену Давидовића. Моли да га ослободи. Ту су планину купили Црвничани који су цареви људи (писмо 193.). 40 година како вјерно служи принципа. Приђе смо за преведрога прнципа изгубили прекрасни и многоцени Манастир на Цетиње. Водите Турке на срамоту да их развале... теке ова крајина погине, и Ви ћете, ако Бог да. Нека виде ваше кршћанство и Вашу вљеру што чините от кршћанах..п. ролили смо крв за принципа, а све залуду... Кумим Богом и светијем Марком да те Турке уставе. Пријети: ја нисам невјера... ако сам, убила ме, ако ли нијесам, убила Вас да се љуто кајете што сте учинили и што чините од ове крајине... ако су Црногорци што фалили, Ви сте их нагнали који им суда чините. (писмо  194..) Сава пише да није рата љубио с Турцима ни с Латинима.  ...ако ћеш ме сахранит, сахрани, ако ли нећеш, већ не бринем за мој живот... архијереј Сава (писмо 195.). Спомиње своју барку која иде у Задар (писмо 196.). Најновијем провидуру Данијелу Ренијеру пише: И ми Ви се веселимо и радујемо како озеба сунцу... Неки лажуни клеветају крајину. Шаље му попа Ивана Мошкања којега су посветили и запопили (1758. г., писмо 197.). Све би мирно било, али не даду проклети калаши и скоти калуђерски који васи свијет усмрђеше и смутише... И ви говорите латински Турко бестија, а ви сте их латини сад претекли који примате калаше и шпијуне... Што има преше они скот у Рисан који гради манастир у Рисан без дукале принципове. Он је био два пута у Москву, и њему плата иде и таквога ђавола нема на свијет. Он, пас којега ја добро знам. Реците Ришњанима да имају попове своје, а ти калуђери нека иду у манастир окле су и дошли. Ја их у принципову земљу нећу, ни ћу тијех њих манастирах. Стефан е ви казат неке ријечи што не можемо писат... смутише проклети калуђери васи свијет. Владика Сава... (писмо 198.). 
Пише како има 30 г. како вјерно служи принципа и заклиње се у светога Марка јер је Млетачка република њему посвећена. Приписује себи заслугу што је прицнипу крајину држао у миру. Има 5 година како дође неколико вукова и хиљада ђавола с њима и сву крајину смутише и поклаше. Правда се да су књиге (писма) које су под његоим именом стигле у Сенат фалсификати (књиге фале и лаживе). Проклиње фалсификатора: А тко је ово смутио, смутио га Бог и убио скоро! Сава митрополит скандарински и приморски (писмо 199.). Из Стањевића 1760. г. пише мајору Стефану Петровићу. Замјера му да је напунио лажима сву Русију. У том периоду се свима (па и провидурима) потписује са православном титулама: Архијереј Сава 1760. У том писму се град Трст помиње и под тим именом и као Тријешће. (писмо 200.).
1760. г. болест са називом Божији страх се појавила поред Скадра у једном селу. Потписује се као Митрополит Сава (писмо 201.). Пише капетану Јозу Каменару у Доброту у вези позајмнице од хиљаду цекинах. Владика Сава (писмо 202.). По Сави, Црногорци не нападају принципове поданике... немојте ни Ви мене заборавити тако Ви светога Марка. Владика Сава скандарински и приморски (писмо 203.). У писму провидуру Пјетру Мању спомиње изреку која се и данас користи: радује се како озеба сунцу да га огрије митрополит Сава. (писмо 204.). Пише провидуру о злу између Црногораца и Ришњана који с миром никад не хоте. Арцибискуп Сава. (писмо 205.). Ласка провидуру: радујемо се и веселимо како нашему сунцу, јер су и он и крајина озебли од велике мутње и зла (писмо 206.). У писму са насловом Сентанција владике Саве написане на Луштици 1763. г. пише: ...ја владика Сава, придох у поштени збор михољски визитати наше цркве и христијане старијем нашијем обичајем. Дођосмо у села Клинце и Мркове. Ту наишао на свађу међу Калуђеровићима и Јановићима због једне дјевојке која је оставила мужа и побјегла у Црну Гору. Источна црква неда да човјек жену остави, ни жена мужа до самрти. Муж је зато не прима назад у кућу. Моли власт да им запријети да се не деси веће зло међу њима. Владика Сава (писмо 207.). Доброћани ставили у тавницу сина Живка Сенића из Бјелица због оне цркве што је неки пас покра у Доброти. Сава га брани да он није крив, а да је, нека га окују на галији до смрти. Да је тако не би он ни улазио у тај град. Вук на пазар не иде. (писмо 208.). Жали се провидуру што његови судити (поданици) Побори помријеше од глади (писмо 209.). Живот ми извадише, а крух изједоше... хоће ми слуге од глади помријети... Моли преко Стефана мало круха... (писмо 210.). У вези сина Живка Сенића у тавници и којему говоре да је покра цркву у Доброти... то нису људи но баруни, а Доброћани су преварени и уфатили су чојка права... прав лежи у тавници. Он пуно својих људи има и неће то зло тако оставит. јер је прав, зато ме боли... Владика Сава. (писмо 211., 1746. г.). Побори зло стоје због глади, почели умирати... но за Бога и св Марка, смилуј се на њих. Дајте им 2 миљара круха... фата ме велика мука ће ми пред очи умиру. Владика Сава (писмо  212.). Пише провидуру о свађи два брата у држави новској, у село Ошиће, Марко Перов и Јово Перов... учили их да се помире. Марко одбија, па моли принципа да то уради (писмо 213.). Владика, митрополит скандарински и приморски (писмо 214.).
Чујемо да те сиромахе пеђевеште који су повели владику Василија на Ријеку. Што су криви сиромаси да пате? Жали се што не смију морем преведрог принципа да ходе, куда свијет иде! Василије није пошао на штету принципа но због црквених послова. Народ је све појео па калуђери и фратри иду по свијету да просе да се хране. То им забрањено није. Митрополит скандарински и приморски (писмо 216.). Спомиње капетан Ивана Палина. Моли провидура да да орден Ришњанима да Савине људе не задијевају. Спомиње лубарде принципове. Владика Сава (писмо 217.). Констатује да ако смо у тијелу и слаби от болести, али смо у памети здрави, фала Богу. Болест се не примиче њима... љетос је била у Подгорици и преко Подгорице, тако је и сада, а Црна Гора, и Ријечка нахија, и Црвничка нахија, и Жабљак и пут Скадра то је све здраво. Владика Сава (писмо 218.). Из Стањевића пише 1766. г. о спору кнеза Војина и кнеза Љубановића око земље. Гдје је тај млин био, то је земља Војина и његове кнежине. Ђе је манастир у Грбљу то је на конфин кнеза Војина и његове кнежине. Владика Сава (писмо 219.). у писму ректору Марку да Риви моли милост за Цетињанина и за Матковића и показује своје мишљење о односу мушкааца према женама: Нису много криви, но је сваки чојак држан своју жену бит и карат. А у тај град принципов имају неке слабе жене које су оставиле своје мужеве и своју ђецу, а друге служе. Ја мислим да је сваки господар от своје жене и у град и изван града. И право би било неке жене слабе изагнат из тога града да не смрде тај принципов град и да н буде која мутња ш њих. Пуштај те сиромахе праве. Митрополит Сава скандарински и приморски. (писмо 220.).
Сиромах Томан Мариновић, Цетињанин гине и пати на правду јакога Бога. Он није крив за ону ђевојку што је нетко повео испред Будве. Књиге је носио из Будве у Котор. Владика Сава (писмо 221.). Мјесец мај му је мађо (од италијанског maggio) (писмо 222.). Ласкаво пише новом провидуру Лоренцу Парути: Чујемо да сте дошли у каризи на ове стране по заповиједи преведрога принципа и преведрова Сената... како нашему преведрому принципу и нашему сунцу које не вазда грије, и храни, и от свакога зла брани. Смерни митрополит скандарински и приморски. (писмо 223.).  Антонију Ренијеру пише: Скупило се на Цетиње четири хиљаде, али и пет, Црногорацах и Приморацах. Мире се и опрашћају зла један другому. Антонију Ренијеру провидуру ђенералу от Делмације и Арбаније, и Новога (писмо 224.). Из Стањевића пише провидуру да ће му Раде Краповић све усмено објаснити (писмо 225.). Каже да не може ништа против неког човјека (мисли на Шћепана Малог) јер је сва Црна Гора с њим. И Приморје све се помамило. Крив нисам тако ми Бога и пресвете Богородице. (писмо 226.). Пише једном пријатељу: ...ако нисте послали ону књигу (писмо), немојте је слат, јер је фалса. Преварени смо на клетву и на со, и хљеб. Ако сте је послали, тај час пишите за њом да је фалса и да смо преварени. Пошаљите ми хартије добре, 5 динар и мало кафе, ако се може наћ (писмо 227.). Сва господа се хоће сабрат у Махине у Вука Маркова. Ту хоће царство да буде. Ето је посла за патријара да га допрате Црногорци к њему у уторник на први. Паки га мисли послат да стоји у Паштројевиће, у манастир Прасквицу. Но је уждо огањ на мене Шћепан Мали... говори: Ја имам копије све што је владика писа у Котор. Главари га питају да се закуне и да каже тко је и што је... нека ти протопоп моје књиге чати. И тај злосретни калуеђер да Ви је препоручен (писмо 228.). Био сам преварен од проклетога ђавола који је доша у Махине у земљу принципову. Дође му у Стањевиће и ту смо се пуно инадили. И ту се закле на часни крст и на свето ванђеље... да је он исто што говори пук. Кад ја то чуо, ја се преварих и писах вам фалсу књигу... посла је маору у Будву да Ви је пошаље, послах је попу Косту... у Стањевићима дочекао књигу от баила московскога из Константина града. Шаље му копију тога писма о том ђаволу који је смутио и преварио сву земљу. Тому су главари криви који га нису слушали. Шаље копију у сваку нахију да виде какви су људи и за ким иду. За то он није крив тако му Бога и матере Божије и светога Марка... но је остарио па га нико не слуша (писмо 229.). Господар баило московски из Константинопоља му је писао па му то писмо шаље. Молио Бога да му јави неки глас о Шћепану Малом. И Бог му је обавио. А што имате јазбу на мене, ја нијесам нимако крив. Нити ми је никад срце давало да је он Москов. Криви су главари који га нису слушали. Владика Сава (писмо 230.).
231. Попу Крсту пише 1768. г. о Шћепану Малом. Копија писма о њему је у Теодосија. Сава му је писао да писмо препише за Крста. То је страшно писмо. Сава зна која тројица су га учинила за цара. Владика Сава. 232. Попу Косту пише да нико овдје није коњ, но су на Цетиње и у Црвницу... 233. Софраитеденту Стијепу Стијеповићу који је у Котору, пише да је годину дана под арест да не смије ни пријатељу писати. Спомиње три хиљаде цекинах које је добио од ђенерала па су га зато ставили под арсест и сваку бруку. Скоро 60 година је он у земљи принциповој и вазда му је вјеран био, а сада не може јер је остарио. Старац владика Сава. 235. Кнезовима, старјешинама и збору грбаљском пише 28. августа 1768. Жали им се да је погинуо и да је разорен због преведрог принципа иако га је 50 година вјерно служио. Тако ви љубови и хљеба што смо заједно јели и пили немојте моју старост за поругу оставит... И мир Христов са вама.
236. Антонију Ренијеру провидуру ђенералу от Делмације и Арбаније, у Котор, пише да је три мјесеца био под арест. Нада се у преведрога принципа да његову старост неће обнестимат и његову службу заборавити. Господину софраитеденту је писао у вези Махинах, Поборах и Брајићах али му није ништа одговорио. Правда се да није ништа крив и нада се да ће му дати који провижијун (провизију) Владика Сава. 237. Мајору Маћедонију се жали каква је зла поднио у тих годину дана. Ђенералу је послао писмо који је писао московски посланик из Цариграда. Како су то разумјели, послали су хиљаду Црногораца на њега да га убију. Сава се затворио у кућу а Црногорци су му викали: Излази, Латинине, овамо! Није излазио из манастира 10 недјеља. Бојаху се да не побјегне у Котор. Пријете му да ако буде писао ђенералу или коме другоме да ће га убити. Муку коју је поднијео, коментарише ласкаво, да је имао за кога да је подноси: за мојега преведрога принципа којега сам вјерно служио. 50 г. стоји у његовој земљи и вјерни му је слуга. Ђенерал му је послао 3000 цекина по протопопу Латковићу мита и да их је оставио у Поборе, у бабе калуђерице, тетке попа Коста. И на њу послаше војску те је похараше. 238. Жали се да је на њега вика, једна од Црногораца а друга од Махина, а трећа од Вас, провидура Антонија Ренијера. Никоме није крив и не зна куда да бјежи. Сад се примају лаже калуђерске који шетају по Котору и који траже владичанства и који су досад изгубили преведроме принципу милијун злата, баруни калуђери који не траже пут Божји но ђавољи. Тко ће ћерат вјетар по јареу да га уфати, нека ћера и фата како му драго. Шћепан има копије писама. То је велико чудо од лажи и шпијуна... Нада се да ће пухнут вјетар да се дигне магла да се мало провиди и сунце да се види, јер заиста стоје у тмину. Моли и за неког сиромаха што је стављен у галију јер је Стефана пуштао у град. 239. Провидуру Гаетану Молину, пише из Стањевића 1771. г. Моли га да се за њега заузима. Разори га принципова војска иако им служи 60 година. Манастир му под Махине притисну, а благо црквено узеше, кућу у Будви узе, направио у њој фундик, већ 4 године, њему не даје ништа. Ни писмо неће да му напише. Моли га за казан што му је понио из Махинах војвода Антон Михаиловић. Моли га да замоли г. страорденарија да му врати казан. И ако овај допусти, жели послати једнога старца калуђера да попроси мало лемозине (прилог, новац, црквено убирање) по новској држави. Владика Сава. 240. Моли провидура за црквену кућу у Будви јер је вазда био вјерни принципов слуга. 241. 1775. пише надинтенданту Стијепу Стијеповићу. Пламенац је од своје воље са три Дрекаловића и једним Црвничанином ишао у Беч да траже од ћесара земљу и да му да бродове да преведе Дрекаловиће све, 102 куће да их превезе под Пераст. Мојаш је од Саве за њих тражио препоруке за ћесара а он их осрамоти и врати их натраг. 242. Петербург спомиње као Петарбурх. Мојашу је био циљ да тражи од ћесара земљу да преведе Куче.

## Други о Сави Петровићу
Дволичан је, лукав, глуп, злобан, неспособан, притворен, а најгоре је што је лаком на новце, па макар би то стало и народног крвопролића. Овако је описан овај митрополит у руском извјештају. Павле Ровински је објашњавао да је тај извјештај Ј. В. Долгорукова из 1796. о Сави и Црногорцима било неразумјевање ситуације до краја и претјеривање. Долгоруков је Саву назвао старим зликовцем и шефом разбојника. Ровински не негира да су неки Црногорци у доба глади давали своје жене и кћери Никшићанима (муслиманима), за жито, да би спасили многобројне породице од смрти и глади, а саме жене су пристајале на такво пожртвовање, сматрајући да ће некако успјети да побјегну, и заиста су бјежале. Некада су давали у залог и мушкарце. То је било далеко од тврдње о трговином женама, како је то представио аутор записа. Писало је и да су Црногорци вољели да преувеличавају своје јунаштво и број непријтеља које су побили, али да нису били тако слаби како су представљени. Ровински не негира вјеродостојност самих чињеница хаотичног стања, од смрти владике Данила до доласка Петра Другог, али напомиње да су овакве интерпретације догађаја биле преувеличавање и неправилно схваћање многих ствари.
Матија Караман, задарски надбискуп је о Сави записао да је велики противник католицизма и да се приказује као потомак Црнојевића, па се назива господарем Црне Горе. Па какво се добро, пита се Караман, може очекивати од православних, који стоје под руским утицајем уз помоћ црногорског владике и под утицајем српског патријарха? Караману сметају и православни манастир у Боки и Паштровићима, посебно Стањевићи
, гдје је боравио Сава Петровић. Оптуживао је Саву за русофилство, које је насљедио од владике Данила. Руски дипломата Иван Јастребов наводећи особе које су посјетиле Дечане спомиње и Саву: ...међу поклонике су записани... црногорски митрополит Сава који је био на том месту 1778....